# Begumabad Budhana
Begumabad Budhana – miasto w północnych Indiach w stanie Uttar Pradesh, na Nizinie Hindustańskiej.
Populacja miasta w 2001 roku wynosiła 16 248 mieszkańców.